# Tála (Paphos)
Pour les articles homonymes, voir Tala (homonymie).
Tála (grec moderne : Τάλα) est un village de Chypre de plus de 2 695 habitants.

## Personnalités
- Zena Gunther de Tyras (1927-2012), mondaine et philanthrope chypriote, est née à Tála.